# Dombeya laevissima
Dombeya laevissima är en malvaväxtart som beskrevs av Bénédict Pierre Georges Hochreutiner. Dombeya laevissima ingår i släktet Dombeya och familjen malvaväxter. Inga underarter finns listade i Catalogue of Life.